# Alda Sousa

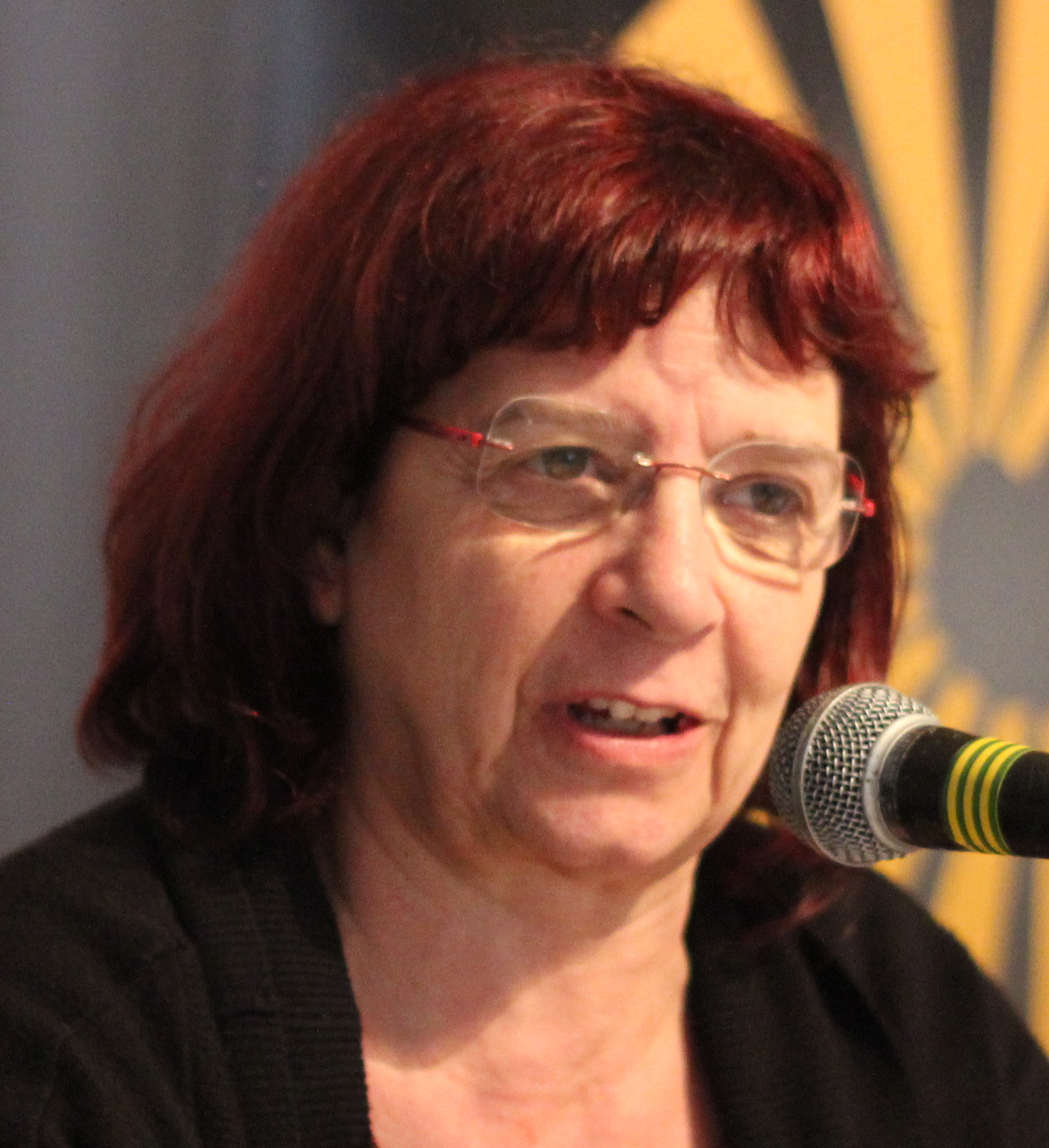
Alda Sousa, 2015

Alda Sousa (Porto, 4 augustus 1953) is een Portugees biomedica en politica. Vanaf 2012 heeft ze zitting in het Europees Parlement voor het Links Blok dat deel uitmaakt van de fractie GUE/NGL, als opvolgster van Miguel Portas die in dat jaar aan longkanker was overleden.
Sousa studeerde toegepaste wiskunde aan de Universiteit van Porto, met bijvakken in de biomedische wetenschappen. Op dit laatste gebied promoveerde zij aan dezelfde universiteit, en deed daarna onderzoek naar genetische ziekten.
In 2004 was ze enkele maanden plaatsvervangend lid van het parlement van Portugal. Zij was een van de leiders van de beweging voor decriminalisering van het abortus toen in 2007 een nationaal referendum over dit onderwerp werd gehouden.
In het Europees Parlement is zij lid van de Begrotingscommissie, en maakt zij deel uit van de delegaties voor relaties met de landen van de Maghreb en met Irak.
- Gemeinsame Normdatei: 1250675308
- International Standard Name Identifier: 0000 0000 7032 1601
- ORCID: 0000-0001-5441-1815
- Virtual International Authority File: 99497577